# سی‌اس‌اس ایوی
سی‌اس‌اس ایوی (به انگلیسی: CSS Ivy) یک کشتی بود که طول آن ۱۹۱' بود.